# とりごえ温泉
とりごえ温泉（とりごえおんせん）は佐賀県鳥栖市河内町にある温泉。

## 泉質
- 単純弱放射能冷鉱泉（低張性弱アルカリ性冷鉱泉）
  - 泉温 25.3℃

## 効能
- 神経痛、筋肉痛、関節痛、五十肩、打ち身、慢性消化器病、冷え性、疲労回復 等

## 温泉地
河内ダム湖畔の森林地帯に、日帰り温泉施設と宿泊施設を兼ねた一軒宿「栖の宿」が存在する。

### 栖の宿
- キャンプ場[1]
- 温泉卓球[2]（効能 - 運動不足解消、ストレス発散）
- 研修室[3]

## アクセス
- 九州自動車道鳥栖ICから車で30分。
- JR鹿児島本線・鳥栖駅より車で20分。
- 西鉄バス 鳥栖市内線 河内線 : JR鳥栖駅 - 鳥栖市役所前 - 萱方 - 東橋（あずまばし）- とりごえ温泉。1日に数本、東橋（あずまばし）止まり有り[4]。

## 歴史
- 1996年 - 開業。